# Varazze
Varazze est une commune italienne d'environ 13 700 habitants située dans la province de Savone, dans la région Ligurie, au nord-ouest de l'Italie, 37 km à l'ouest de Gênes.

## Histoire
Varazze, qui portait autrefois le nom latin de « Voragine », est la ville natale du chroniqueur médiéval Jacques de Voragine, bienheureux de l'Église catholique et archevêque de Gênes de 1292 à 1298.

## Monuments et patrimoine

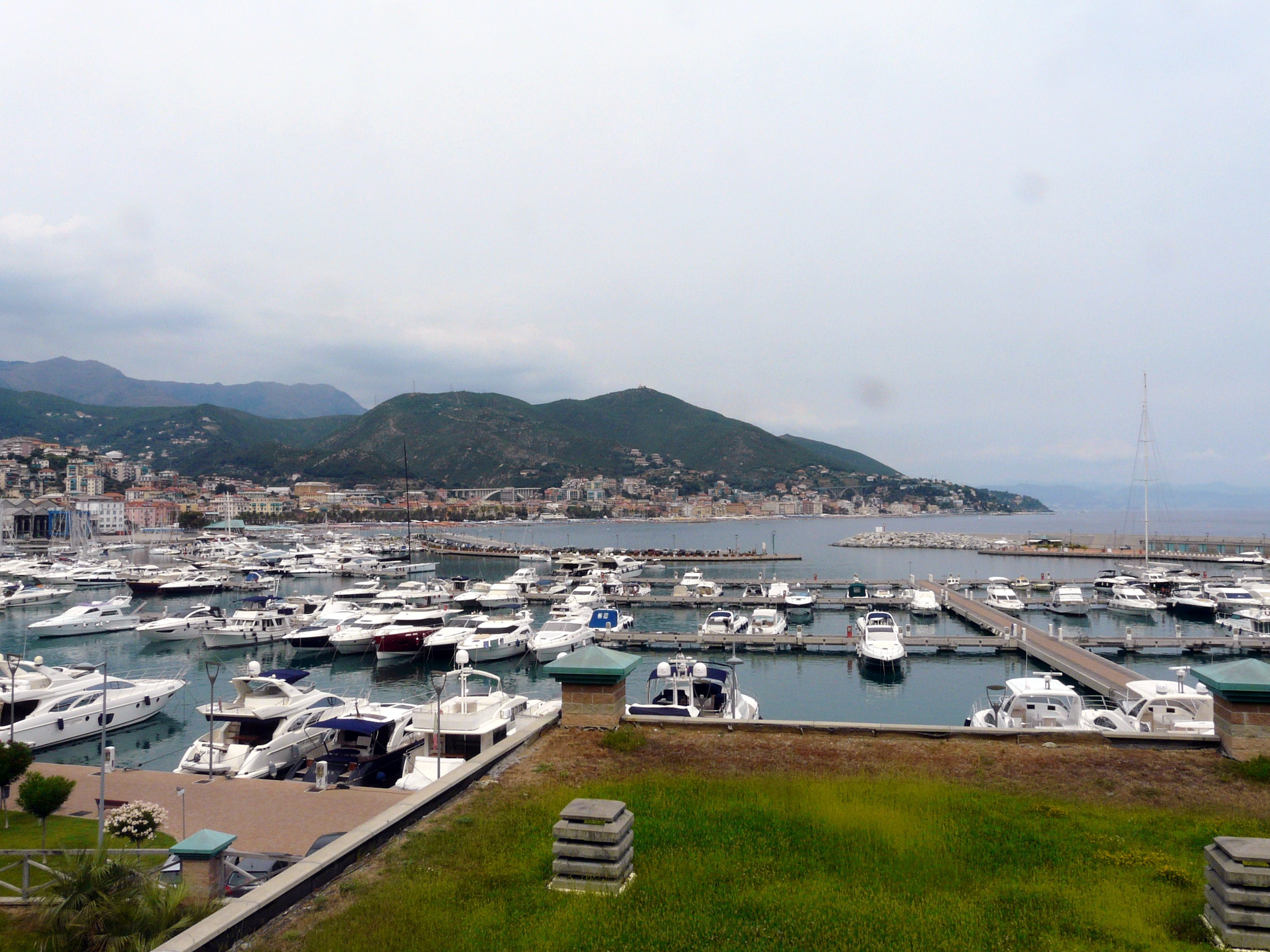
Port Marina.
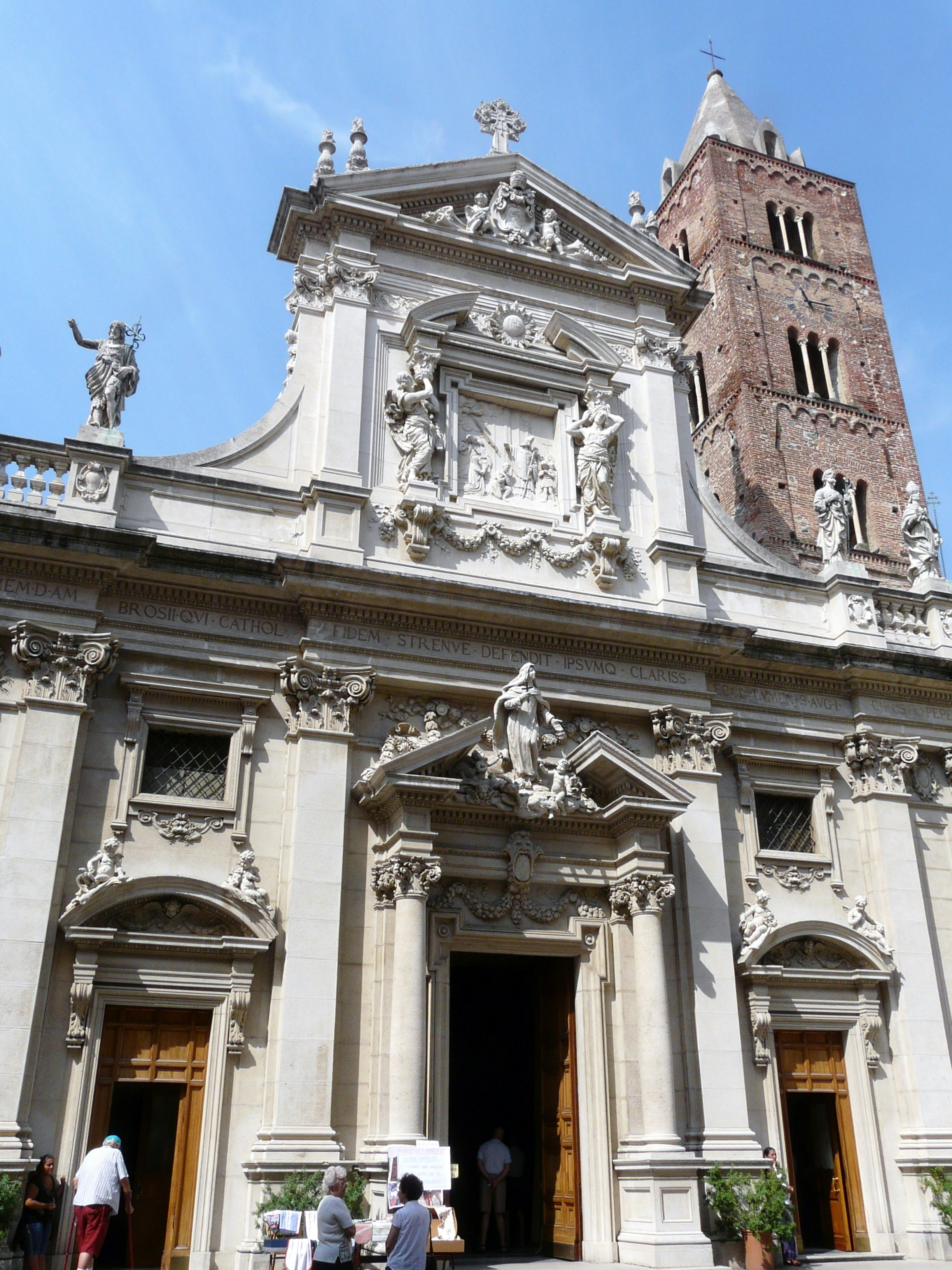
Collégiale Sant'Ambrogio.
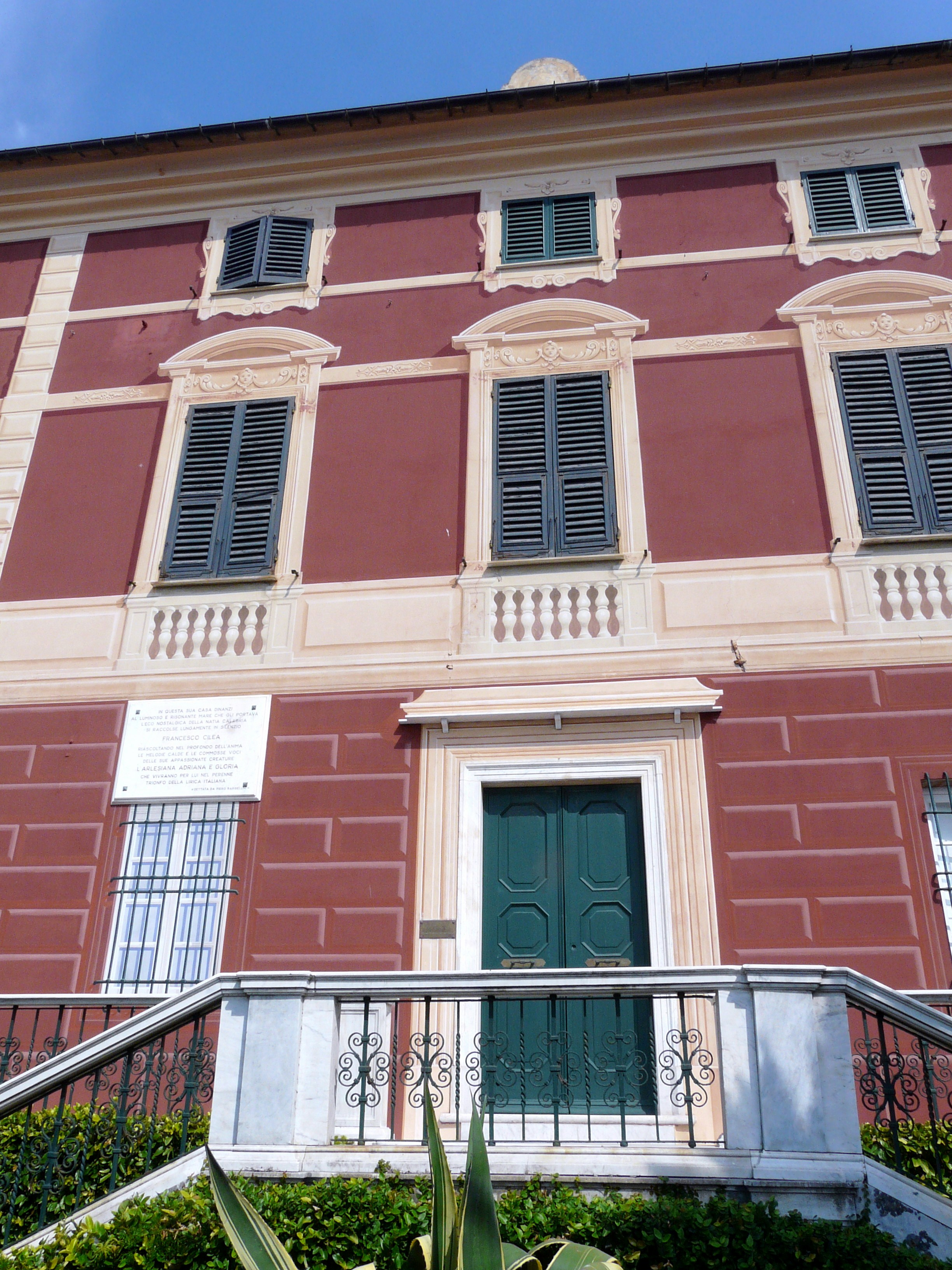
Villa Cilea.
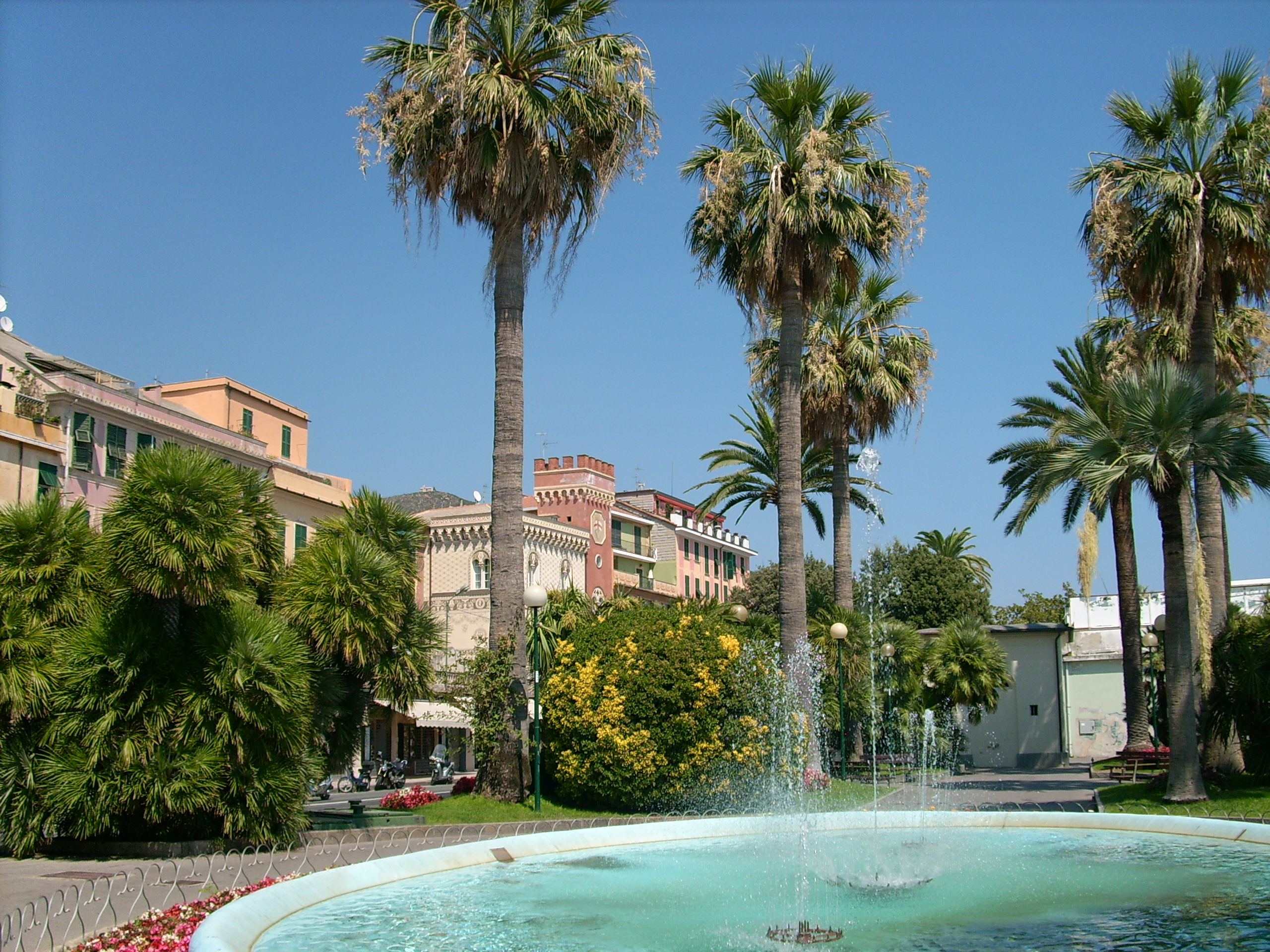
Centre-ville.
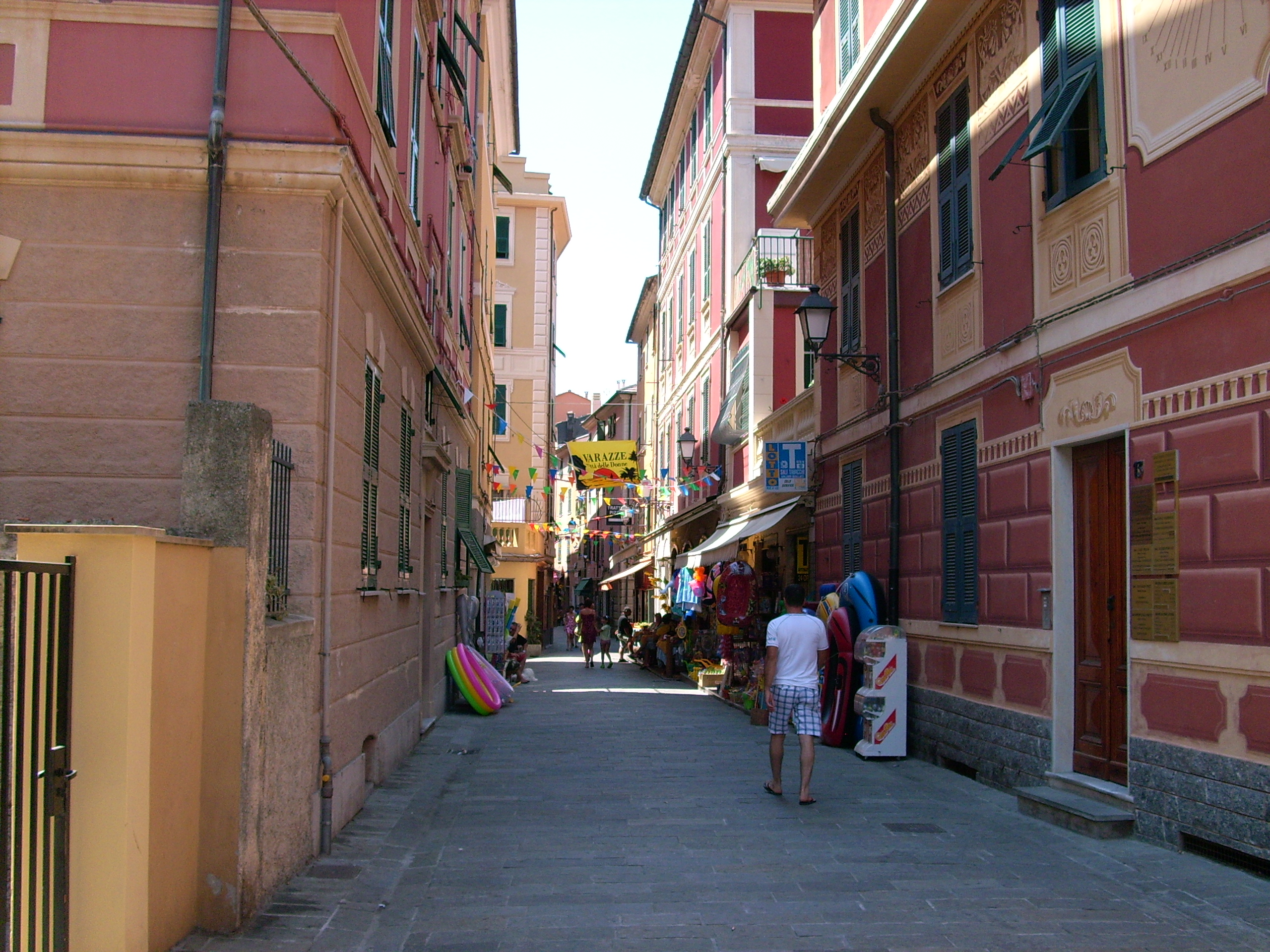
Centre bourg.
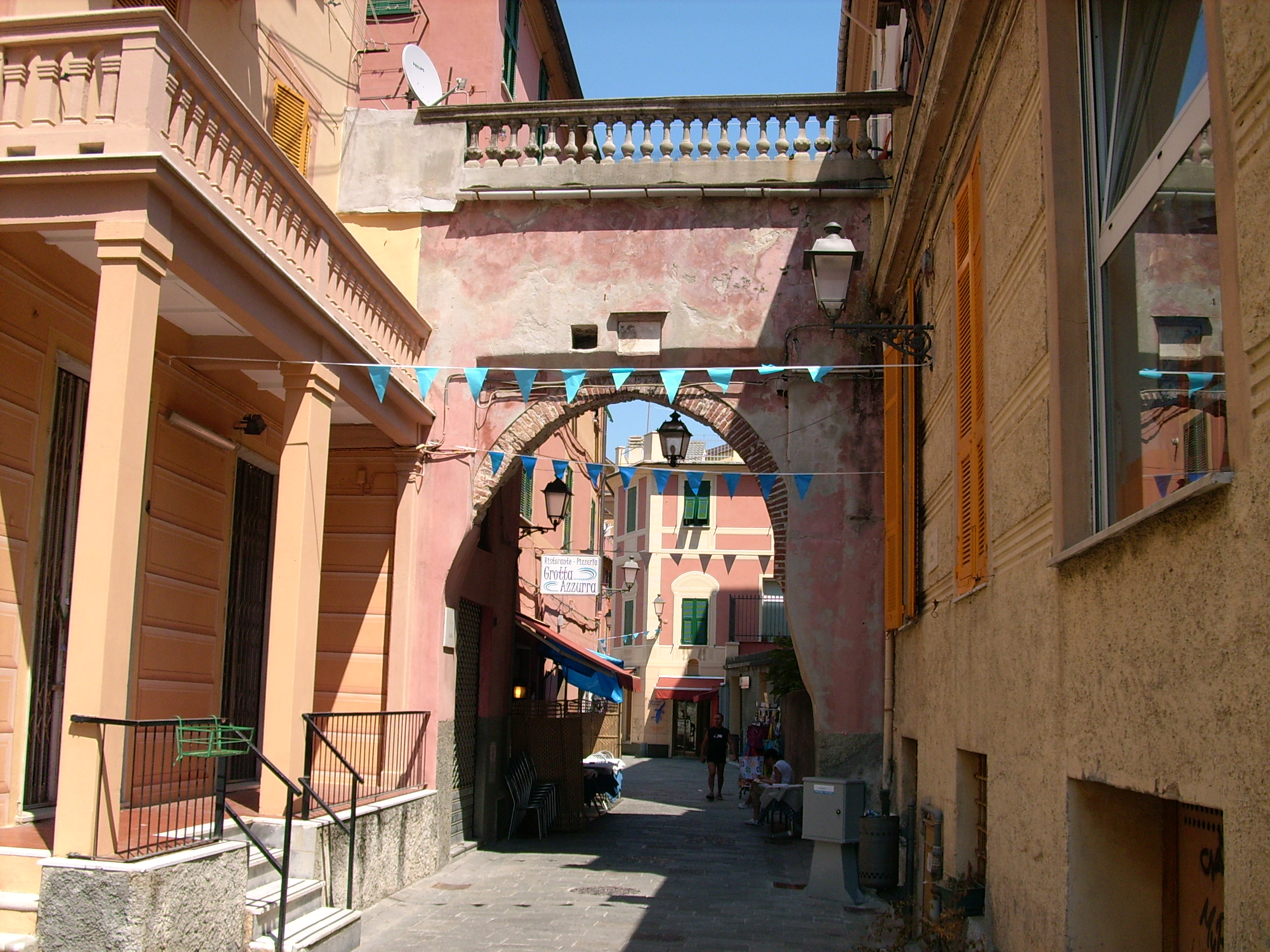
Vieille rue.
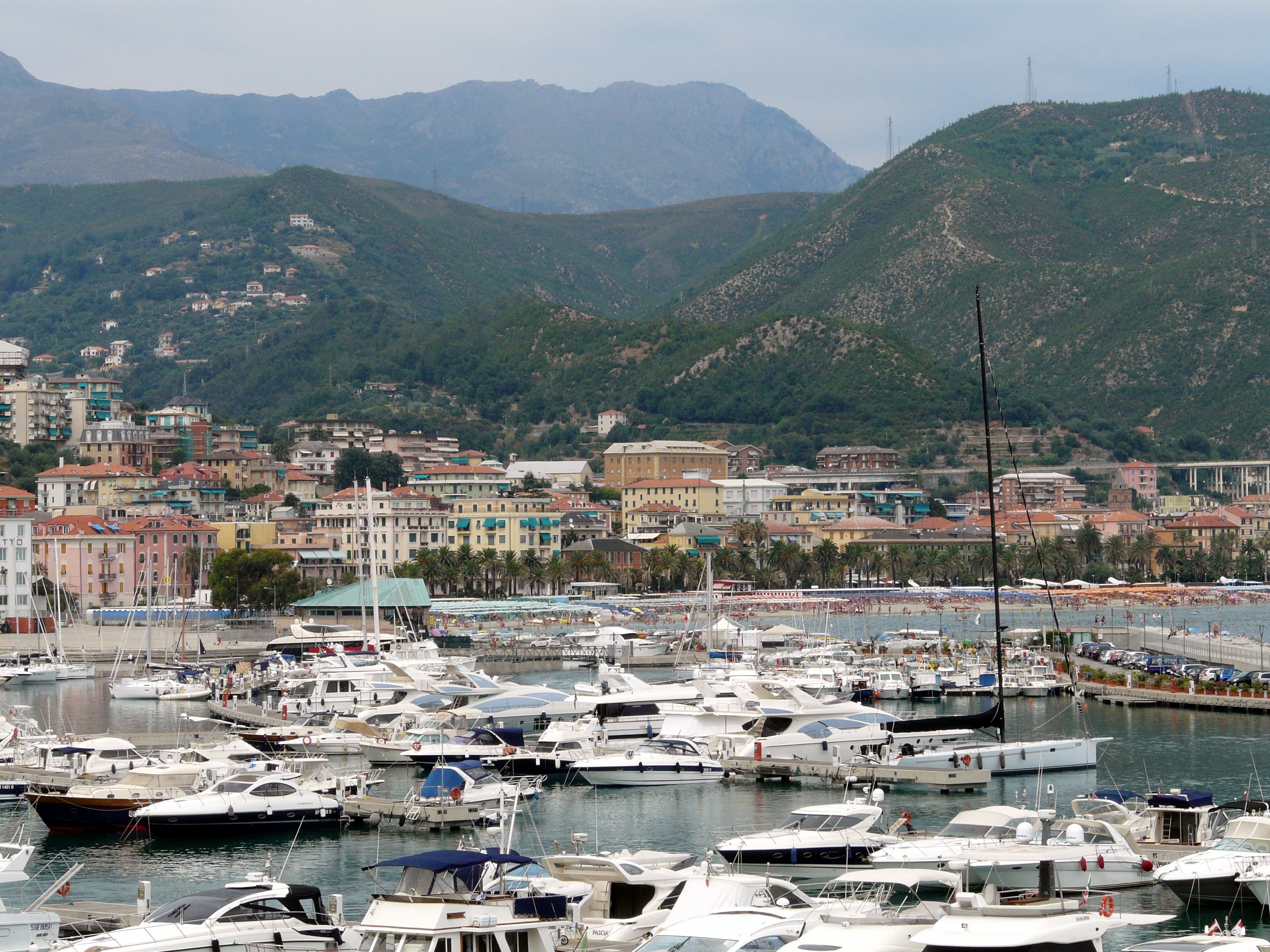
Panorama.
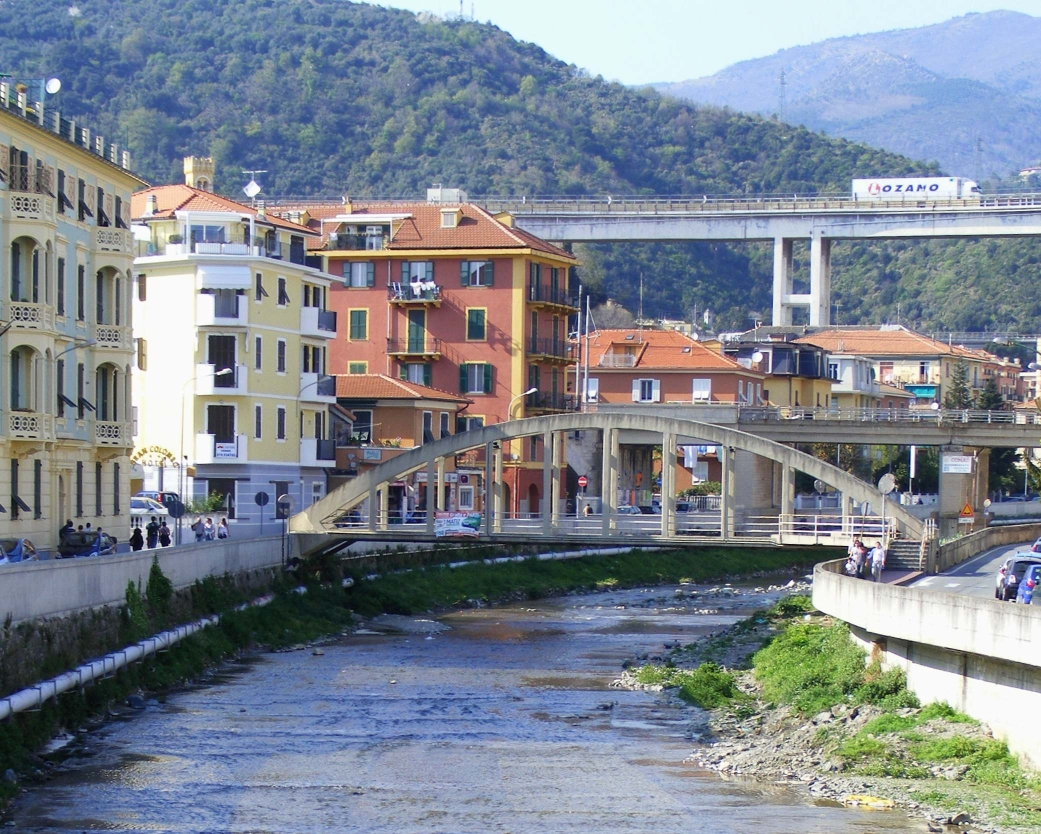
Ruisseau, et au fond, l'autoroute.

## Administration
| Période                                  | Période  | Identité         | Étiquette                               | Qualité |
| ---------------------------------------- | -------- | ---------------- | --------------------------------------- | ------- |
| 8 juin 2009                              | En cours | Giovanni Delfino | Le Peuple de la Liberté - Ligue du Nord |         |
| Les données manquantes sont à compléter. |          |                  |                                         |         |

### Hameaux
Alpicella, Cantalupo, Casanova, Castagnabuona, Deserto, Faje, Invrea, Pero.

### Communes limitrophes
Celle Ligure, Cogoleto, Sassello, Stella.

## Personnalités nées à Varazze
- Jacques de Voragine (1228-1298), chroniqueur et archevêque de Gênes ;
- Lancelot Maloisel (en italien, Lanzerotto Malocello), navigateur génois du XIVe siècle, qui a redécouvert les Canaries ;
- Francesco Cilea (1866-1950), compositeur ;
- Pippo Delbono (né en 1959), acteur et metteur en scène.